# Bitwa pod Brunkebergiem
Bitwa pod Brunkebergiem – starcie zbrojne, które miało miejsce 10 października 1471 w trakcie wojny duńsko-szwedzkiej (1470–1471) pomiędzy armią szwedzką pod dowództwem namiestnika państwa Stena Sture Starszego a siłami króla duńskiego Chrystiana I. Bitwa rozegrała się w okolicy wzniesienia Brunkebergsåsen (obecnie dzielnica Sztokholmu Norrmalm).
W sierpniu 1471 flota króla duńskiego skierowała się w rejon Sztokholmu, po czym zakotwiczyła u wybrzeża dzisiejszej wyspy Djurgården (wówczas Valmundsön). Następnie armia duńska zeszła na ląd, zakładając obóz na północ od miasta w rejonie dzielnicy Riddarholmen. Celem Chrystiana I było obalenie rządów regenta Stena Sture i objęcie tronu Szwecji.

Herb Chrystiana I

Wojska namiestnika szwedzkiego (rycerstwo i piechota) pojawiły się w okolicy dzisiejszego Hötorget przed południem. Sten Sture planował atak z kilku stron przy wsparciu sił swojego krewnego Nilsa Sture oraz zarządzającego zamkiem sztokholmskim Knutem Posse, które znajdowały się na południe od Brunkebergsåsen. Tymczasem wojska króla duńskiego zajęły pozycje wzmocnione drewnianymi palisadami w rejonie Brunkebergsåsen. Część oddziałów straży przedniej król ustawił w pobliżu klasztoru Klara oraz na moście Blasieholmen.

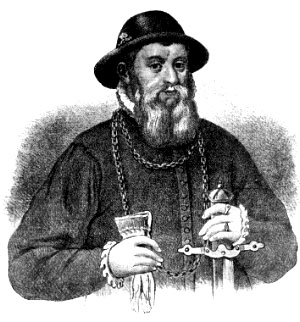
Sten Sture Starszy

Bitwę rozpoczęła gwałtowna wymiana ognia z broni palnej, w trakcie której duński król trafiony został kulą w twarz. Monarcha w wyniku tego postrzału utracił kilka zębów, po czym wycofał się na tyły. Następnie poszczególne oddziały szwedzkie rozpoczęły atak na przeciwnika. Po włączeniu się wszystkich szwedzkich sił pomocniczych, armia duńska została rozproszona a jej straty były znaczne. Wielu Duńczyków podjęło próbę przedarcia się na własne okręty, jednak mosty, którymi zamierzali się wycofać zostały wcześniej zniszczone przez Szwedów. Duńczycy ponieśli klęskę, jednakże liczba ich zabitych i rannych w tej bitwie nie jest znana.
Zwycięstwo pod Brunkenbergiem przyniosło szwedzkiemu regentowi wielki rozgłos wśród ludności kraju. Wielu podwładnych domagało się ogłoszenia władcy świętym. Bitwę symbolizowała odtąd rzeźba autorstwa Bernta Notke przedstawiająca Św.Jerzego w walce ze smokiem.
Większość starych źródeł ze Szwecji określa bitwę kamieniem milowym na drodze ku szwedzkiej niepodległości, dzisiaj mówi się bardziej o względach politycznych i ekonomicznych (po obu stronach walczyli żołnierze ze Szwecji). Dzięki zwycięstwu w bitwie Sten Sture utrwalił swoją pozycję w państwie na kolejne 25 lat.